# Luis Caputo
Luis Andrés Caputo, detto Toto (Buenos Aires, 21 aprile 1965), è un economista e politico argentino, dal dicembre 2023 ministro dell'economia dell'Argentina nel governo di Javier Milei.
Ha ricoperto diversi incarichi durante il governo dell'ex presidente Mauricio Macri: essendo Segretario alle Finanze tra il 2015 e il 2017, Ministro delle Finanze tra il 2017 e il 2018 e presidente della Banca Centrale dell'Argentina nel 2018.

## Biografia
Nato a Buenos Aires in una famiglia di origine leccesi e discendente del vescovo Nicola Caputo. Caputo ha frequentato il Colegio Cardenal Newman (privato e bilingue) a San Isidro. Suo cugino, l'imprenditore Nicolás Caputo, è uno dei migliori amici di Mauricio Macri. È anche zio di Santiago Caputo, mano destra del presidente Javier Milei.
Caputo ha studiato economia all'Università di Buenos Aires. Dal 1994 al 1998 ha lavorato presso la banca statunitense JP Morgan come responsabile del trading. Ha poi ricoperto lo stesso incarico per l'Europa dell'Est e ancora per l'America Latina per la Deutsche Bank.
Nel 2008 ha fondato il suo fondo di investimento chiamato Axis.

## Carriera politica

### Segretario delle Finanze (2015-2017)
Dopo la vittoria elettorale del partito liberale-conservatore di Mauricio Macri alle elezioni presidenziali del 2015, è stato nominato Segretario delle Finanze dell'Argentina. In questo ruolo, ha rinegoziato i debiti dell'Argentina con i creditori per conto del governo e ha reso possibile nuovi prestiti per l’Argentina. Inoltre, ha suscitato scalpore la negoziazione di un bond in dollari della durata di 100 anni con una cedola del 7,125%, celebrata dal governo Macri e criticata dall’opposizione. In omaggio all'idolo del calcio argentino, queste attività gli valsero il soprannome di "Messi de las finanzas" (Messi della finanza). Non è chiaro se abbia ricevuto questo soprannome da Macri, dai colleghi finanziari del Fondo monetario internazionale o se lo sia dato lui stesso.
Comunque, da quando Macri è entrato in carica nel dicembre 2015, l'Argentina ha contratto un debito di 142,948 miliardi di dollari, di cui 118,071 miliardi emessi dal Tesoro Nazionale. L’Argentina è così diventata il più grande emittente di debito internazionale per il periodo 2016-2018. Inoltre, nello stesso periodo, sono andati perduti 88,084 miliardi di dollari.

### Ministro delle Finanze (2017-2018)
Il 26 dicembre 2016 sono state annunciate le dimissioni di Alfonso Prat-Gay e la scissione di Ministero del Tesoro e delle Finanze Pubbliche in due, con Caputo nominato Ministro delle Finanze da gennaio 2017.
Durante la sua permanenza al ministero, emise una serie di titoli pubblici per ottenere finanziamenti. Tra questi possiamo citare le obbligazioni Global 2021, 2026 (l'obbligazione è stata emessa per ottenere finanziamenti a lunghissimo termine e aveva uno dei tassi nominali più bassi della storia argentina) o “Bonus del Centenario”, lanciato nel 2017, che consisteva in un'obbligazione di 100 anni per un importo di 2,75 miliardi di dollari USA con una cedola di interesse del 7,125% e un rendimento del 7,9%. Con questa operazione, l'Argentina è diventata uno dei pochi paesi al mondo ad emettere questo tipo di debito a lungo termine, insieme a Messico, Belgio, Irlanda, Cina, Danimarca e Svezia. Nel maggio 2018 ha poi emesso le obbligazioni Botes 2023 e 2026 a tasso fisso e in pesos argentini. Il primo era di 36,872 miliardi di dollari, per cinque anni, al tasso fisso del 20%, e l'altro di 36,378 miliardi di dollari, per otto anni, al tasso del 19%. sommando tra loro circa 3 miliardi di dollari. Tra gli acquirenti il fondo Franklin Templeton e BlackRock.

### Presidente della Banca Centrale argentina (2018)

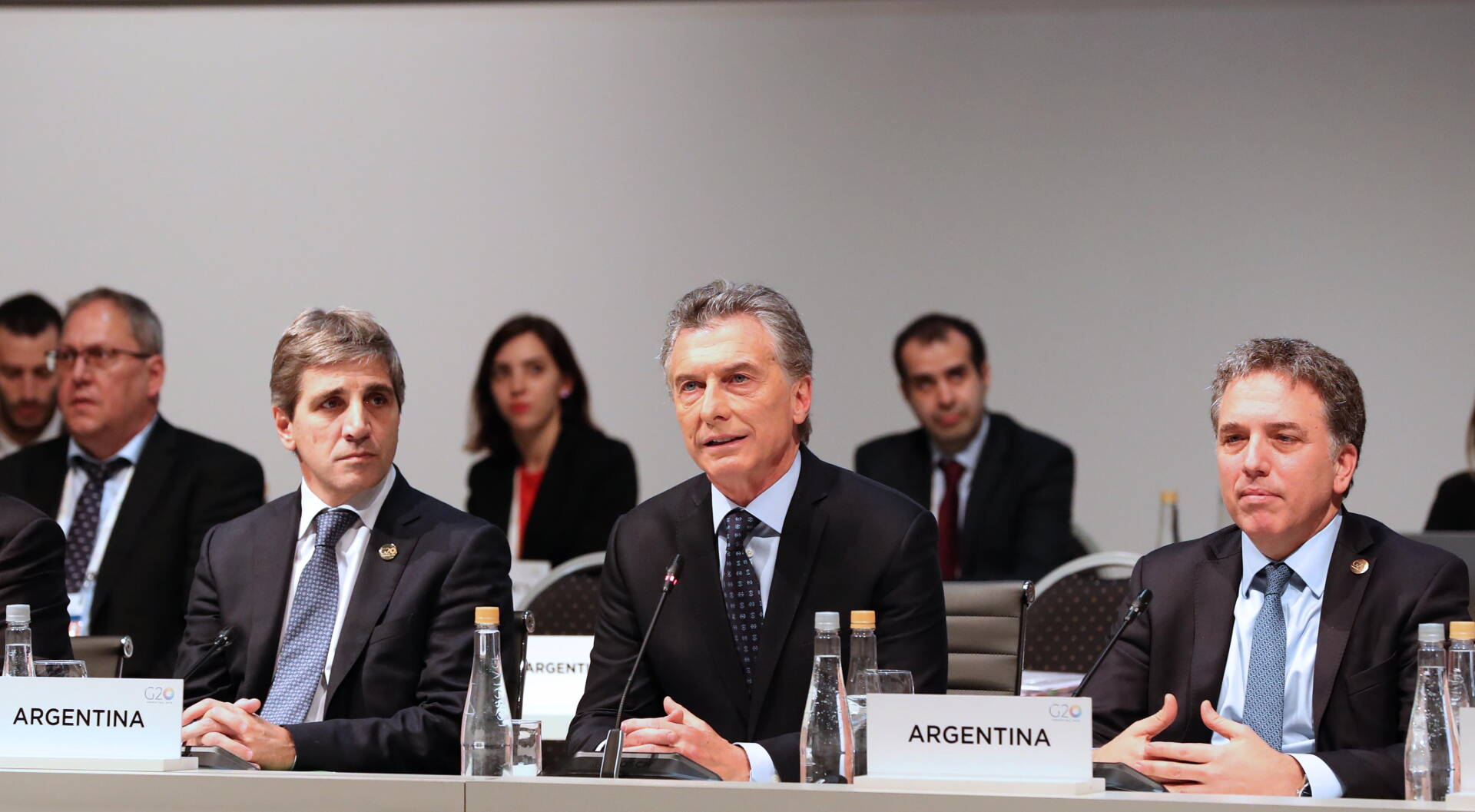
Caputo insieme a Mauricio Macri e Nicolas Dujovne al vertice dei ministri e dei presidenti delle Banche Centrali al G20 nel 2018

Il 14 giugno 2018 è stato nominato Presidente della Banca Centrale della Repubblica Argentina a causa delle dimissioni di Federico Sturzenegger, coinvolto in polemiche per la sua inefficienza nella lotta all'inflazione, perdita di credibilità e in mezzo a un clima di turbolenza sui cambi a causa dell'apprezzamento del dollaro. A ciò si sono aggiunte una maggiore perdita di riserve, un calo delle azioni e il crollo delle obbligazioni.
Caputo con Mauricio Macri e Nicolas Dujovne, al vertice dei ministri e dei capi delle Banche Centrali del G20.
Durante una nuova crisi valutaria, il 29 e 30 agosto 2018, la moneta argentina è stata svalutata del 15%, raggiungendo i 40 pesos per ogni dollaro. Il tasso di interesse ha superato il 60%, diventando il più alto del mondo, cosa criticata dall'agenzia di rating Moody's causando timori di insolvenza nei pagamenti. In un solo giorno, sono così crollati più del 19% dei titoli argentini. Con un aumento del rischio paese del 107%, l'Argentina è risultata tra i paesi più rischiosi per gli investitori.
La crisi valutaria scatenata ha causato contraccolpi in diverse parti dell'Argentina, in segno di protesta contro le misure economiche del governo. Ci sono state manifestazioni in vari quartieri di Buenos Aires (Palermo, Flores, Villa del Parque, Villa Crespo, Villa Lugano), in varie zone della Grande Buenos Aires (San Martín e Lomas de Zamora) e nelle città di La Plata, Rosario, Santa Fe, Mar del Plata e Salta. Allo stesso tempo, si registrarono saccheggi a Mendoza, Chubut e Jujuy. Inoltre il crollo del peso argentino ha avuto implicazioni internazionali che hanno trascinato altre valute.
Dopo solo tre mesi dall'incarico, il 25 settembre 2018 Caputo si è dimesso dalla Banca Centrale Argentina in seguito ad una discussione con il Fondo Monetario Internazionale. Fu sostituito dall'economista Guido Sandleris. Secondo la Banca Mondiale, dal 2017 l'Argentina era tra i sette paesi peggiori al mondo per importo di prestiti bancari, a causa della recessione e dell'inflazione, pari al 7,4% del PIL, superando solo Mauritania, Afghanistan, Sierra Leone, Gambia, Yemen e Congo.
Dopo aver lasciato il governo Macri, Caputo ha fondato la società di consulenza Anker.

### Ministro dell'Economia (2023)

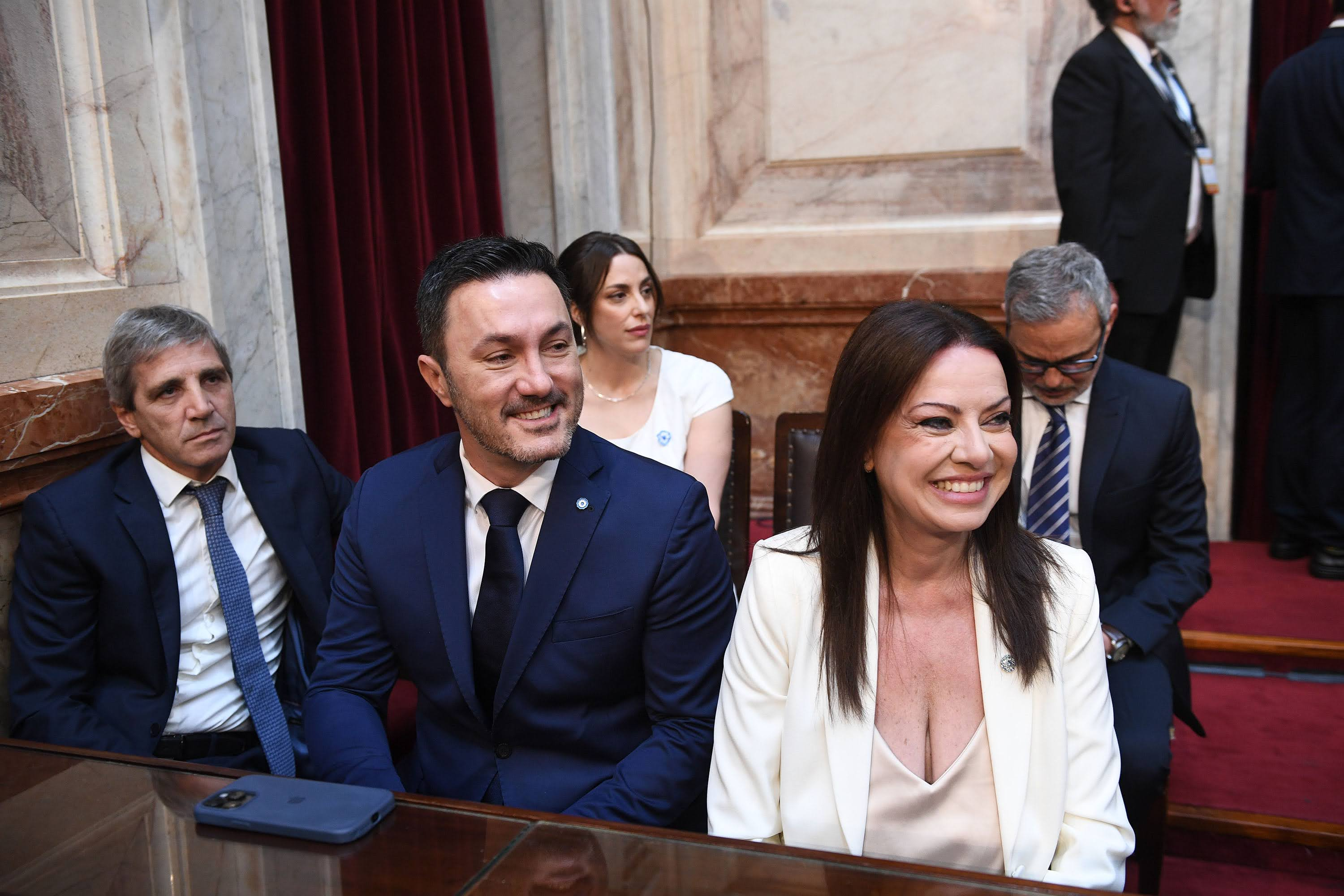
Caputo (a sinistra) all'inaugurazione presidenziale di Javier Milei

Il 12 dicembre 2023 Caputo ha diffuso un messaggio registrato in cui annunciava le prime misure economiche del governo. Svalutazione del peso del 50% rispetto al dollaro, sospensione per un anno della pubblicità ufficiale sui media, che nel 2023 è stata di 34 miliardi di pesos, riduzione al minimo dei trasferimenti discrezionali dallo Stato alle province (pari in ottobre a 387 miliardi di pesos), per limitare le opere pubbliche, ridurre i sussidi al trasporto pubblico e l'energia, la sostituzione del sistema di importazione SIRA con un sistema statistico e informativo che non richiede la previa approvazione delle licenze dando così libero accesso alle importazioni, aumento della Card del 50%, raddoppio dell'assegno per i figli.